# Тарцо
Тарцо (італ. Tarzo, вен. Tarso) — муніципалітет в Італії, у регіоні Венето, провінція Тревізо.
Тарцо розташоване на відстані близько 460 км на північ від Рима, 60 км на північ від Венеції, 34 км на північ від Тревізо.
Населення — 4446 осіб (2014).
Щорічний фестиваль відбувається 2 лютого. Покровитель — Purificazione di Maria (Candelora).

## Демографія
Населення за роками:

Станом на 1 січня 2023 року в муніципалітеті офіційно проживали 234 іноземці з 33 країн, серед них 53 громадяни країн Євросоюзу та 15 громадян України.

## Сусідні муніципалітети
- Чизон-ді-Вальмарино
- Рефронтоло
- Ревіне-Лаго
- Сан-П'єтро-ді-Фелетто
- Вітторіо-Венето